# 2ТЭ40
2ТЭ40 (заводское название — Украина-2) — опытный советский двенадцатиосный двухсекционный грузовой тепловоз мощностью (по дизелям) 2×3000 л.с. со специально созданным для локомотивов новым V-образным четырёхтактным дизелем Д70.

## Создание дизеля
Серийно выпускаемые в начале 1960-х дизели 2Д100 (тепловозы ТЭ3 и ТЭ7), 9Д100 (первые ТЭ10 и ТЭП10) и 11Д45 (ТЭП60) не являлись в полном смысле локомотивными, так как были созданы на базе конструкций судовых дизелей. Эти двухтактные двигатели были плохо приспособлены для работы в условиях резко меняющихся нагрузок (разгон, а затем выбег поезда) и имели весьма высокий относительный расход топлива. Дизель Д50 (тепловозы ТЭ1, ТЭ2) хоть и являлся локомотивным, но по конструкции, мощности, да и по относительному весу к тому времени устарел.
Поэтому в Харькове лаборатория двигателей внутреннего сгорания (Харьковский политехнический институт им. В. И. Ленина под руководством профессора Николая Глаголева и конструкторский отдел 60Д (Харьковский завод транспортного машиностроения) под руководством главного конструктора по дизелестроению Бориса Струнге взялись за создание нового дизельного двигателя, специально приспособленного к локомотивной службе. За основу был взят эскизный проект 1956 года, по которому институт спроектировал двухцилиндровый отсек будущего дизеля. Диаметр цилиндров составлял 240 мм, ход поршня 270 мм. После испытаний данного отсека в 1962 году было подготовлено техническое задание на проект в двух вариантах. В первом варианте это был дизель с обычным турбонаддувом, у которого давление наддува было выше давления выпуска. Во втором, более сложном варианте, полезную работу, помимо цилиндров, выдавала и газовая турбина за счёт избыточной мощности, при этом давление наддува получалось ниже давления выпуска, что теоретически должно было снизить относительный расход топлива.
Выбрав первый вариант, завод с институтом спроектировали шестнадцатицилиндровый четырёхтактный дизель с V-образным расположением цилиндров (тип 16ЧН24/27), которому присвоили проектное обозначение 16VД70. Развивая мощность 3000 л.с. при частоте вращения вала 1000 об/мин, он имел расход топлива 150—155 г/(э.л.с.•ч), против 160—170 у двухтактных 10Д100 и 11Д45, что облегчало условия работы ряда узлов и деталей (поршни, клапаны, крышки и втулки цилиндров), а также уменьшило количество отводимого тепла как такового, что могло уменьшить размеры холодильника. На базе дизеля Д70 (окончательное название) возможно было создание единого типоразмерного ряда двигателей различной мощности, которые можно было устанавливать на разные типы тепловозов.

## Постройка тепловозов
В середине 1963 года на Харьковском заводе началось проектирование нового двухсекционного тепловоза с дизелями Д70 мощностью 2×3000 л.с. Работы по проектированию возглавлял главный конструктор по локомотивостроению — Александр Кирнарский. В середине следующего, 1964 года заводом были проведены первые испытания тепловоза, которому присвоили обозначение 2ТЭ40-001 и заводское название Украина-2. По конструкции новый тепловоз, за исключением дизель-генераторной установки, был аналогичен 2ТЭ10 и ТЭ30, которые в то время выпускал Харьковский завод — тот же кузов, тележки с тяговыми электродвигателями ЭД-104А, вспомогательные машины и аппараты. Помимо дизеля Д70, новый тепловоз отличался и применением тягового генератора ГП-310А, который отличался от ГП-310 первых ТЭП10 и 2ТЭ10 меньшей длиной. Тепловоз мог развивать расчётную силу тяги до 54,0 тс, а конструкционная скорость составляла 100 км/ч. По замыслу конструкторов, был также вариант создания на базе его конструкции односекционного пассажирского тепловоза с конструкционной скоростью 140 км/ч.
В 1965—1967 гг. Харьковский завод транспортного машиностроения выпустил ещё 4 тепловоза серии 2ТЭ40 № 002—005, на которых были установлены тяговые электродвигатели ЭД-107, применявшиеся в то время уже на тепловозах ТЭП10 и 2ТЭ10Л, и изменена система пожаротушения. Также у тепловозов 002—005 было изменено передаточное отношение тяговых редукторов, из-за чего расчётная сила тяги снизилась до 52,0 тс. Вместе с ТЭП10, тепловозы 2ТЭ40 стали последними локомотивами Харьковского завода транспортного машиностроения им. Малышева, который в 1968 году был полностью передан Министерству обороны Советского Союза и в дальнейшем сосредоточил свои производственные мощности на выпуске танков.
В 1965 году тепловоз 2ТЭ40-001 поступил для эксплуатации в локомотивное депо Основа Южной железной дороги. Туда же до 1968 года поступили и остальные 4 тепловоза, хотя 2ТЭ40-003 почти сразу списали. Начало выпуска Луганским тепловозостроительным заводом тепловозов ТЭ109, а вскоре и 2ТЭ116 с четырёхтактными дизелями, сделало испытания 2ТЭ40 неактуальными. В 1971 году списали 2ТЭ40-001 и 2ТЭ40-002, а к 1974 году 2ТЭ40-004 и 2ТЭ40-005 отстранили от поездной работы и передали в путевые машинные станции.

## Выпуск
Данные по выпуску тепловозов 2ТЭ40 по годам приведены в таблице:
| Год выпуска | Количество | Номера  |
| ----------- | ---------- | ------- |
| 1964        | 1          | 001     |
| 1965        | 2          | 002-003 |
| 1966        | 1          | 004     |
| 1968        | 1          | 005     |